# Bernhard Schmidt (Manager)
Bernhard Wilhelm Schmidt (* 9. Januar 1909; † 24. März 2008 in Garmisch-Partenkirchen) war ein deutscher Ingenieur und Manager.

## Leben
Der gebürtige Werdenfelser Bernhard Schmidt legte 1927 in München das Abitur ab, bevor er sich einem Studium des Ingenieurwesens an den Universitäten München und Berlin zuwandte, das er mit dem Erwerb des akademischen Grades eines Diplomingenieurs abschloss. 1932 trat Schmidt die Stelle eines Zählerablesers bei den Bayerischen Elektrizitätswerken an, 1935 stieg er dort zum Direktionsassistenten auf. Im gleichen Jahr wechselte Bernhard Schmidt zur AEG, für die er an Großprojekten in England, Berlin und in Südamerika im kolumbianischen Guadeloupe als Montageleiter beim Bau eines Großkraftwerks mitwirkte. Der bei Ausbruch des Zweiten Weltkriegs nach Europa zurückgekehrte Bernhard Schmidt nahm in der Folge im Rang eines Gefreiten am Westfeldzug teil.
Nach Kriegsende kehrte Bernhard Schmidt ins Werdenfelser Land zurück, dort wurde ihm 1947 der Vorstandsposten der Bayerischen Zugspitzbahn AG übertragen, ein Amt, das er bis zu seiner Verabschiedung in den Ruhestand 1975 ausfüllte. Zusätzlich war er als Geschäftsführer der Hotelgesellschaft Schneefernerhaus GmbH sowie der Karl Hans Terne & Co. OHG Verkehrsgesellschaft eingesetzt. Schmidt bekleidete diverse Ehrenstellungen, darunter die Vorstandsmitgliedschaft im TÜV Bayern. Bernhard Schmidt – er initiierte den Bau der Eibseeseilbahn und der Alpspitzbahn – wurde für seine Verdienste um die touristische Erschließung des Werdenfelser Landes mit dem Bayerischen Verdienstorden sowie 1975 mit dem Großen Verdienstkreuz der Bundesrepublik Deutschland ausgezeichnet.